# Bab el shams
Bab el shams es una coproducción franco-egipcia de 2004, de cine bélico, en tono de comedia cómica, y dirigida por Yousry Nasrallah. Se proyectó fuera de concurso en el Festival de cine de Cannes 2004.

## Argumento
Cuenta la historia de Palestina, a través de la historia de amor entre un héroe palestino Younis, quien va por la resistencia, mientras que su esposa Nahila mantiene su compromiso, permaneciendo en el pueblo de Galilea. A lo largo de los años 1950 y 1960, se infiltra desde el Líbano a Galilea para encontrarse con su esposa en el Portal del Sol; y, le pide que se una a la organización de resistencia libanesa. La película está basada en la novela homónima del escritor Elias Khoury. Los roles de élite fueron protagonizados por actrices y actores sirios y árabes, y fue filmado en Siria y el Líbano; y, es el regreso de las películas épicas, que registran la historia del mundo árabe en el siglo XX hasta hoy. Película dirigida por Yousry Nasrallah y producida por UNION PICTURES y el canal francés ARTE.

## Reparto
- Hiam Abbass - Um Youness
- Fady Abou-Samra - Dr. Amgad
- Hussein Abou Seada - Colonel Mehdi
- Mohamed Akil - Responsible OLP
- Ahmad Al Ahmad - Adnan
- Vivianne Antonios - Epouse de Sameh
- Muhtaseb Aref - Sheikh Ibrahim
- Gérard Avedissian - Barman
- Antoine Balabane - Georges
- Béatrice Dalle - Catherine
- Darina El Joundi - Femme fantôme
- Maher Essam - Selim
- Hanane Hajj Ali - Zeinab
- Mohamed Hedaki - Abou Essaf
- Talal Jordy - Tortionnaire
- Bassel Khayyat - Khaleel
- Ragaa Kotrosh - Om Soliman
- Kassem Melho - Ostaz Youssef
- Orwa Nyrabia - Youness
- Hala Omran - Shams
- Nadira Omran - Um Hasan
- Bassem Samra - Interrogateur
- Wissam Smayra - Himself
- Rim Turkhi - Nahila

## Crítica[5]
- Rafiq al-Sabban: es una película de la que nos enorgullecemos y hemos estado esperando durante muchos años un tema candente que es el tema de toda nuestra edad y el tema de nuestros hijos después de nosotros.

- Nader Ferjani: en la película, se juega especialmente el papel central de las mujeres palestinas, que el director y el grupo de talentosos actores lograron destacar con una sofisticación sin igual.